# Bouton-pression

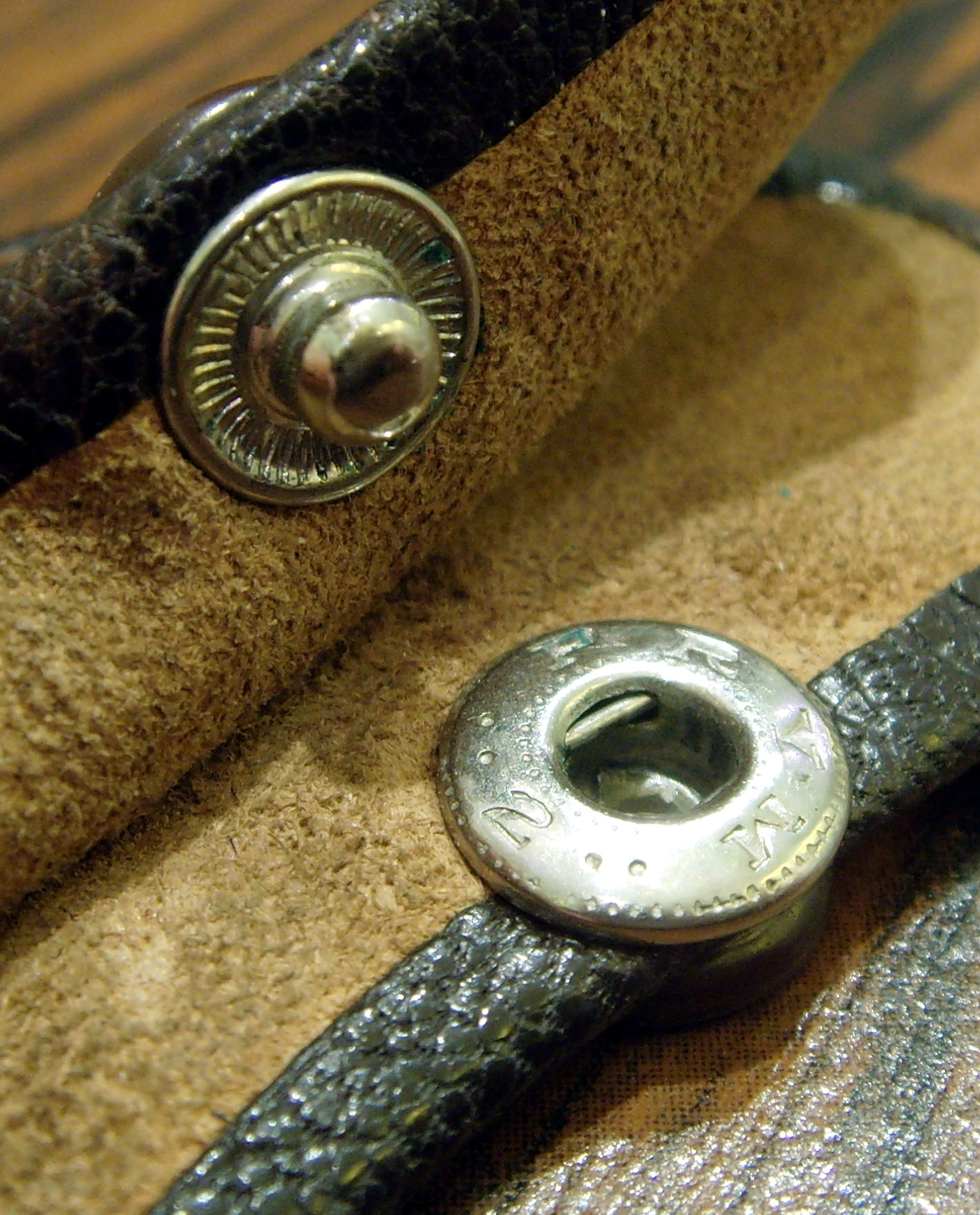
Les deux moitiés d'un bouton-pression riveté dans du cuir. La partie mâle (au-dessus) a une gorge qui lui permet d'être maintenue en place par les ressorts de la partie femelle (en dessous), le tout faisant un clic lorsque le bouton-pression est fermé.

Un bouton-pression est un dispositif de fermeture tenant lieu de bouton et constitué de deux éléments métalliques dont l'un s'engage dans l'autre par pression. Il a été inventé à Grenoble pour la ganterie en 1886, par Albert-Pierre Raymond et breveté sous le nom de « bouton-fermoir à ressort ». Riveté, il conserve extérieurement l'aspect d'un bouton traditionnel mais est plus pratique que le bouton à coudre et la boutonnière.